# Dubbel predestination
Som den reformerta protestantismens "centraldogm" har man ofta och, i varje fall vad den äldre tiden beträffar, med en viss rätt betraktat dess predestinationslära. I överensstämmelse med Jean Calvins åskådning heter det i en av de reformerta bekännelseskrifterna, "Consensus Genevensis": 
"Man måste bekänna, att Gud efter sitt eviga, av ingen och intet beroende rådslut har bestämt somliga - vilka Honom synts för gott - till salighet, samt att han upplyser dem, som han värdigats oförtjänt upptaga, med sin helige Ande, så att de kan motta det i Kristus erbjudna livet, vidare att Han likaledes efter sitt fria val bestämt de andra till att icke bli troende, så att de berövade trons ljus måste förbli i mörkret."
När Calvin hävdar "den dubbla predestinationen", är det hans tanke, att utkorelsen till salighet står som ett bevis på Guds barmhärtighet, vilket driver människorna till att prisa och lova densamma, medan utkorelsen till fördömelse står som bevis på Guds rättfärdighet, enligt Calvins ord "genom domen illustrerande Guds ära". Som en konsekvens vill Calvin hävda, att Gud, vars rådslut till utkorelse logiskt föregått rådslutet att syndafallet (lapsus) skulle ske, direkt velat detta (den så kallade supralapsarismen) och inte bara förutsett och tillåtit fallet (infralapsarismen), som saken annars ofta på reformert mark beskrevs. När Calvin så starkt betonar predestinationen sker detta inte bara för att han fann sin lära om den biblisk och därför kände sig förpliktigad till densamma, inte heller bara för att han i den dubbla predestinationen såg en konsekvens av den absolut oförtjänta nådens tanke. Han hade tillsammans med detta ett direkt religiöst intresse att i och genom sin predestinationslära på det eftertryckligaste betona Guds makt och suveränitet.
Martin Luther är visserligen inte ointresserad av predestinationsläran, men för honom står dock Guds förlåtande barmhärtighet vida mera i centrum än Guds suveränitet och Guds ära. Dels på grund av detta, dels därför att Luther så starkt framhåller den uppenbarade kärleksviljans universalitet, kommer predestinationstanken i en väsentligt olikartad ställning hos de båda reformatorerna. För Luther står predestinationen som den ofrånkomliga, men för människotanken oåtkomliga bakgrunden till frälsningen – för den senare lutherdomen miste den mer och mer sin betydelse. För Calvin, å andra sidan, hör predestinationen inte till det fördolda, utan till själva uppenbarelsen, den får för honom – på ett helt annat sätt än hos Luther – ett självständigt intresse samt färgar såväl gudsbegreppet som den etiska grundåskådningen. I strid mot världen skall den kristne strida för Guds ära. I kalvinismen visar sig att predestinationstanken, långt ifrån att – vad som snarast kunde synas sannolikt – verka i riktning åt etisk passivitet, tjänar som den starkaste uppfordran till sedlig aktivitet. 
Sammanhanget mellan predestinationstanken och den utlösta aktiviteten visar sig ofta i kalvinismens historia bestå i att människan i det sedliga arbetet nödgas söka sig vissheten om att höra med till de utkorade. Om kalvinismen, som det ofta påpekats, företett en större aktivitet än lutherdomen, så bör i detta sammanhang även observeras, att kalvinismen med sin mera lagiska uppfattning av det bibliska innehållet haft lättare att säga, vad som skulle göras, än lutherdomen med sin i och för sig mer abstrakta, men därför också svårare realiserbara ståndpunkt, som inte på samma sätt kan ge direkta föreskrifter, utan endast kan uppfordra den kristne att i varje särskilt fall handla så, som kärleksbudet och den kristna kallelsen kräver.